# シンナムアルデヒド
シンナムアルデヒド (Cinnamaldehyde) はシナモンから得られる芳香族アルデヒドの一つ。シナモンの香りの原因物質である。淡黄色の粘性のある液体で、シナモンなどのニッケイ属樹木の樹皮から得られる。シナモン樹皮から得られた精油には、約50%のシンナムアルデヒドが含まれる。
シンナムアルデヒドはIUPAC命名法の許容慣用名であるが、系統名では (E)-3-フェニルプロペナールと表される。別名としてシンナミルアルデヒド、桂皮アルデヒドとも呼ばれる。

## 構造
1834年にジャン＝バティスト・デュマとウジェーヌ・メルキョル・ペリゴによって桂皮油から初めて単離された。1854年にはLuigi Chiozzaが化学合成に成功した。
幾何異性体として (Z) 体があるが、天然に産するのは (E) 体のみである。この分子はフェニル基に不飽和アルデヒドが結合したもの、すなわちアクロレインの誘導体と見なすことができる。紫外線領域の吸収スペクトル分析では、シンナムアルデヒドはπ-π*遷移による芳香環とアルケンの共役によって、可視光側にアクロレインには見られない吸収帯が現れることが分かっている。

### 合成
シンナミルアルコールなどの類縁体からも合成できるが、類縁体でない化合物から合成する方法としては、ベンズアルデヒドとアセトアルデヒドのアルドール縮合がある。工業的には桂皮油を水蒸気蒸留することで得られている。

## 生合成
シンナムアルデヒドは自然界に広く見られ、関連する化合物としてリグニンがある。このような化合物は全てフェニルアラニンを出発物質として生合成される。
シンナモイルCoAレダクターゼはシンナムアルデヒドをシンナモイルCoAに変換する反応を触媒する。

## 用途

### 香料
最も多いのがチューインガム・アイスクリーム・キャンディ・清涼飲料などの香料としての用途で、9-4900ppmの濃度で用いられる。天然の甘いフルーツ様の香りを出すために香水に混合されたり、アーモンド・アンズ・バタースコッチなどの香りにもシンナムアルデヒドが使われることがある。また、粉末化したブナの実の殻にシンナムアルデヒドで賦香したものがシナモンパウダーとして販売されることがある。

### 農薬
殺菌剤としての用途もあり、40種以上の作物において、主に根の殺菌に有効であることが確認されている。毒性が低く性質がよく理解されているため農薬としては理想的である。殺虫剤としての効果もあり、匂いはイヌやネコなどの動物を追い払うことも知られている。近年では、ボウフラに対して有効であることも認識されており、ネッタイシマカのボウフラに対して29 ppmの濃度で24時間の内にその半数を殺すことができた。

### 他の用途
鋼などの鉄系合金の防錆剤としての用途があり、分散剤・溶剤・界面活性剤などと組み合わせて用いられる。また、屈折率が1.6220と高いことから、宝石の内包物を検査するための簡易で安全な液体として用いられる。
解熱鎮静作用も確認されている。
また、(E)-シンナムアルデヒドは嗅覚刺激によりマウスの食事摂取量の増加及び視床下部でのニューロペプチドY mRNAの発現量増加確認されており、生薬としての桂皮の薬効として知られる芳香性健胃作用に寄与していると予想される。

## 誘導体
様々な誘導体が利用されている。ジヒドロシンナミルアルコールは天然にも産するが、シンナムアルデヒドを2分子の水素で水素化することでも得られ、ヒヤシンスやライラック様の香りのする香料として用いられる。シンナミルアルコールもこれと同様で、ライラック様の香りがする。ジヒドロシンナムアルデヒドはアルケンのみを選択的に水素化することで得られる。α-アミルやα-ヘキシルシンナムアルデヒドも香料として重要だが、これらはシンナムアルデヒドからは合成されない。

## 安全性
毒性は低いため農薬として用いられるが、皮膚刺激性がある。また、引火点が低いため、消防法上の危険物として、第四類第三石油類に区分される。